# Régime présidentiel
Pour un article plus général, voir Régime politique.
 (octobre 2021).
- Républiques à régime présidentiel
- Républiques à régime présidentiel liées à un régime parlementaire
- Républiques à régime semi-présidentiel
- Républiques à régime parlementaire (république parlementaire)
- Républiques où la constitution n'accorde le droit à gouverner qu'à un parti unique ou un parti dominant (État communiste)

- Monarchies constitutionnelles dans lesquelles le monarque n'exerce que peu ou pas le pouvoir (le monarque a souvent une autorité constitutionnelle et morale élevée)
- Monarchies semi-constitutionnelles dans lesquelles le monarque exerce la majorité des pouvoirs, souvent avec un parlement disposant de faibles pouvoirs
- Monarchies absolues

- Dictatures militaires

- Autres systèmes (gouvernements provisoires)
- Pas de gouvernement

Un régime présidentiel est un régime politique respectant les principes de séparation des pouvoirs et caractérisé par la non-responsabilité de l'exécutif devant le législatif et l'interdiction de dissolution du législatif par l'exécutif. On parle de présidentialisme lorsque l'équilibre entre les pouvoirs est rompu, et que le régime consiste en l'hégémonie du président et la réduction des pouvoirs du Parlement.
À l'inverse, on parle de régime parlementaire lorsque les pouvoirs exécutifs et législatifs sont séparés mais exercent une influence mutuelle et équilibrée l'un sur l'autre (le Parlement peut engager la responsabilité politique du gouvernement et, à l'inverse, le gouvernement peut dissoudre le parlement) ; sa déviance est appelée régime d'assemblée, qui confère plus de pouvoir à une assemblée qu'au gouvernement.

## Origines et définition
Dans l'État moderne, c'est la Constitution qui détermine, selon des modalités variables, les organes chargés de l'exercice du pouvoir et leurs relations. Or, à l'origine, les premiers textes constitutionnels, apparus à la fin du XVIIIe siècle, présentaient des structures identiques.

### Le principe de séparation des pouvoirs
En 1690, Locke, traitant « Du pouvoir législatif, exécutif et confédératif d'un État » dans le chapitre XI de son Traité du gouvernement civil, avait constaté « que le pouvoir législatif, et le pouvoir exécutif, se trouvent souvent séparés » et il place le premier au-dessus du second. Il commence le chapitre suivant en indiquant que « quand le pouvoir législatif et le pouvoir exécutif sont en différentes mains, comme cela se trouve dans toutes les monarchies modérées, et dans tous les gouvernements modérés… ».
Un peu plus d'un demi-siècle plus tard, en 1748, Montesquieu, reprenant ce constat à l'occasion de l'étude du gouvernement de l'Angleterre dans un chapitre de son ouvrage « De l'esprit des lois », l'avait transformé en un précepte selon lequel pour éviter le despotisme, les diverses fonctions de l'État (législative, exécutive, et accessoirement juridictionnelle) doivent être confiées à des autorités différentes dont les pouvoirs s'équilibrent.
Ce principe de bonne organisation, résumé dans la formule fameuse « il faut que par la disposition des choses le pouvoir arrête le pouvoir » est connu depuis sous le nom de séparation des pouvoirs et eut une très grande faveur chez les constituants de la fin du XVIIIe siècle. Tour à tour les constitutions des anciennes colonies anglaises d'Amérique, puis celle des États-Unis, et celle de 1791 en France, s'en réclamèrent, s'inspirant ainsi indirectement des institutions anglaises. Pourtant, malgré des analogies dans l'organisation des pouvoirs publics, l'évolution de ces systèmes constitutionnels sera différente. La doctrine la systématisera en dégageant les concepts de régimes parlementaire et présidentiel.

### L'opposition avec le régime parlementaire
On fait naître la notion de régime parlementaire en Grande-Bretagne, lorsqu'au début du XVIIIe siècle les pouvoirs du monarque commencent à décliner au profit des deux chambres du Parlement. Bien que le Roi dispose du droit de dissoudre la Chambre des Communes pour la renvoyer devant le corps électoral et de nommer de nouveaux Pairs à la Chambre des Lords, il ne parvient pas à modifier suffisamment leur composition pour les empêcher d'imposer que sa politique soit conforme à leurs vues. Ainsi, en exerçant des pressions sur les ministres, notamment par la menace de condamnations pénales, elles les obligent à se plier à leur volonté, et finalement obtiennent que l'ensemble du Cabinet, devenu organisme autonome, bénéficie de leur confiance. En même temps, le droit de véto contre les lois, prérogative importante dont disposait traditionnellement le monarque tombe en désuétude.
En Europe continentale, d'autres monarchies connaîtront la même évolution. Ainsi, après la Suède, la responsabilité politique ministérielle devant les chambres s'introduira en France dès l'application de la constitution de 1791, et se confortera avec celle des Chartes de 1814 et 1830.
Les États-Unis n'ont pas connu ce processus. Les ministres sont nommés librement par le président et ne sont que ses collaborateurs. En effet, les procédures constitutionnelles d'approbation de leur nomination par le Sénat et de mise en accusation devant le Congrès n'ont pas été utilisées pour exiger qu'ils mènent une politique conforme à celle de la majorité parlementaire. Le président, élu depuis 1804 au mode de scrutin encore en vigueur aujourd'hui, qui lui assure une certaine indépendance, se trouve donc seul face à des assemblées que la Constitution ne l'autorise pas à dissoudre.
Il était donc aisé d'établir un antagonisme entre les deux types de pratiques et de les différencier sous des appellations différentes. Ce furent d'abord les journalistes et essayistes qui en prirent l'initiative. Ainsi, en 1867, l'Anglais Walter Bagehot utilisait les termes « presidential system » et « presidential governement » pour désigner le régime des États-Unis par opposition avec celui de la Grande-Bretagne, qu'il appelait « parliamentary government ». En 1868, le Français Prévost-Paradol qualifiait le système américain de « république présidentielle », en l'opposant au « gouvernement parlementaire » dans son ouvrage La France nouvelle.
Par la suite, la doctrine du droit constitutionnel reprendra à son compte ces deux catégories et les opposera en termes de séparation des pouvoirs.
Ainsi, pour Esmein, dans ses « Éléments de droit constitutionnel » précités, « le gouvernement parlementaire n'admet pas la séparation tranchée du pouvoir exécutif et du pouvoir législatif. Il ne les confond pas cependant, comme on l'a quelquefois prétendu. Il admet seulement entre eux une certaine interpénétration réciproque ». Pour Maurice Hauriou, dans son Précis de droit constitutionnel, dans le « gouvernement présidentiel américain », « existe entre le président investi du pouvoir exécutif et le Congrès investi du pouvoir législatif une séparation des pouvoirs rigide qui interdit, en principe, toute collaboration à la même fonction ».
Finalement, Maurice Duverger synthétisera bien la construction théorique de la doctrine lorsqu'il écrira : « la séparation des pouvoirs revêt deux formes principales dans les démocraties occidentales, suivant les modes de relations entre le parlement et le gouvernement : le régime parlementaire et le régime présidentiel. Les auteurs classiques français qualifiaient le premier de séparation souple ou atténuée des pouvoirs, ou encore de collaboration des pouvoirs. Il qualifiaient le second de séparation rigide, ou tranchée, des pouvoirs ».

### Les éléments distinctifs du régime présidentiel
Ils se présentent surtout comme le relevé de certaines différences entre les institutions américaines et le régime parlementaire.
Aujourd'hui, la notion est caractérisée par deux éléments : l'un, classique, la séparation des pouvoirs, l'autre, moderne, la prééminence présidentielle.

#### La séparation stricte des pouvoirs
Selon Georges Burdeau, « le régime présidentiel est celui qui, en assurant au maximum l'indépendance des pouvoirs, réalise leur séparation la plus complète ».
Pour les constitutionnalistes, en régime présidentiel, la séparation absolue des pouvoirs se manifeste à la fois dans l'organisation des pouvoirs publics et dans leurs rapports.
À la différence du régime parlementaire, l'organisation des pouvoirs publics implique l'indépendance de l'exécutif par rapport au pouvoir législatif.
La constitution des États-Unis dispose dans son article II, section I que « le pouvoir exécutif sera confié à un président des États-Unis d'Amérique ». Celui-ci est choisi au terme d'un processus long et compliqué ne faisant intervenir les citoyens que de manière indirecte, mais qui n'en est pas moins considéré comme consacrant son élection au suffrage universel. Ce mode de désignation est même regardé par certains constitutionnalistes comme le fondement unique du régime présidentiel, en ce qu'il implique une logique fonctionnelle spécifique. Ainsi, pour Marcel Prélot, « l'essentiel du régime présidentiel réside (…) dans l'élection populaire du chef de l'État qui est en même temps chef du gouvernement ».
Élu indépendamment des assemblées, le président exerce ses fonctions à l'aide d'auxiliaires eux aussi autonomes vis-à-vis des organes législatifs, et demeurant sous sa seule autorité. En effet, dès les premières années d'application de la constitution, compte tenu de l'étendue de leur tâche, les présidents ont dû nommer pour les assister des secrétaires chargés des divers secteurs de l'administration, sur le modèle des ministres dans les régimes parlementaires. Toutefois, ils les ont choisis sur des critères purement personnels et non en fonction de la composition du Congrès. Ainsi, ceux-ci sont demeurés ses collaborateurs individuels, sans constituer un organe collégial lié aux chambres. Émile Boutmy observait en 1888 que « le ministère n'est pas ici un conseil d'hommes politiques, c'est un simple comité de directeurs généraux, la tête mobile d'une bureaucratie. Ces personnages administratifs n'ont pas affaire aux chambres, ils ne dépendent pas d'elles, ils dépendent du seul président ».
En ce qui concerne les rapports entre les pouvoirs publics, la doctrine, qui distingue habituellement indépendance organique et fonctionnelle, s'accorde pour reconnaître que les deux sont assurées avec une grande rigueur.
Ainsi, il n'existe pas de responsabilité politique de l'exécutif devant les chambres, qui ne peuvent le renvoyer par un vote de défiance. Pour Hauriou, par exemple, « …les organes du pouvoir exécutif ne sont pas obligés de gouverner avec la confiance du pouvoir législatif, ce qui se traduit par cette conséquence que les secrétaires d'État ne sont pas responsables devant le Congrès ».
À l'inverse, le président ne peut prononcer la dissolution du Congrès, et Duverger résume la situation en considérant que les pouvoirs publics « …sont condamnés à vivre ensemble : c'est un mariage sans divorce ».

#### La prééminence présidentielle
Selon le constitutionnaliste allemand Karl Loewenstein (en), « le gouvernement présidentiel doit son nom à la prépondérance de la fonction présidentielle dans le système des pouvoirs institués, comme dans l'exemple des États-Unis ». Il faut cependant préciser que cette prééminence n'est pas juridique, puisque la séparation des pouvoirs implique en principe leur égalité, mais politique. Pour Hugues Taÿ, par exemple, « le gouvernement présidentiel est la forme que prend le régime de séparation tranchée des pouvoirs lorsque l'exécutif, en la personne de son chef, acquiert la prééminence, dans l'ordre politique, sur les autres organes ». On y voit une conséquence de l'élection du président au suffrage universel, en considérant généralement que fort du choix exprimé par le corps électoral en faveur de sa personne, celui-ci peut prétendre l'emporter sur des assemblées à la représentativité plus fragmentaire, puisque selon François Luchaire, « cette désignation permet de dégager la volonté du peuple dans la mesure où l'élu se sera engagé à suivre tel ou tel programme politique ».
Ainsi, d'aucuns ont considéré qu'en France, l'adoption en 1962 de l'élection présidentielle au suffrage universel a modifié les rapports de force entre organes de l'État, car « un chef de l'État élu directement par la Nation au suffrage universel tirera de son investiture une autorité telle qu'on ne pourra plus le confiner dans le rôle décoratif et honorifique des Présidents de la IIIe et IVe République… », c'est-à-dire le réduire à « inaugurer les chrysanthèmes », selon la formule du Général de Gaulle dans une fameuse conférence de presse.

## Applications
Le régime présidentiel est présenté comme une formule d'organisation des pouvoirs publics adoptée par de nombreux États de la planète. Il apparaît cependant que les systèmes institutionnels concrets auxquels on le rattache ne lui sont jamais totalement conformes, à commencer par celui des États-Unis qui en est pourtant le modèle.

### Les États-Unis
Il convient de préciser que les États-Unis ne sont pas comparables à des pays ou à des États-nations, puisqu'il s'agit d'une fédération d'États ayant chacun gardé une large autonomie législative et exécutive. Ceux-ci ne sont pas dirigés par un président mais par un gouverneur, lui aussi élu au suffrage universel, et ils ont chacun une assemblée législative.
Alors que le modèle présidentiel théorique les ignore ou en minimise la portée, la constitution américaine établit d'importantes interactions entre les pouvoirs. C'est le cas pour le véto présidentiel aux lois votées par le Congrès, la ratification obligatoire par le Sénat de la nomination des ministres, ou encore la mise en accusation du président et des ministres par la Chambre des Représentants et leur jugement par le Sénat, procédure dite de l'« impeachment ». Considérant tous ces mécanismes comme des sources potentielles de conflits, Émile Boutmy, s'étonnait en termes imagés du bon fonctionnement d'un système qu'il jugeait trop rudimentaire : .
Compte tenu de l'existence de ces moyens de pression réciproques, les intentions des auteurs de la constitution des États-Unis quant à la place du président dans le système institutionnel ont été diversement interprétées. Pour certains analystes, tel James Bryce, les constituants de 1787 avaient entendu tailler une présidence forte à la mesure de George Washington.
À l'inverse, Tocqueville, en qui on a vu un observateur avisé du système américain, optait pour la volonté de l'affaiblir, puisque « dans tout ce qu'il fait d'essentiel, on le soumet directement ou indirectement à la législature… ».
Les États-Unis peuvent donc connaître, selon les époques et les rapports de forces, des pratiques institutionnelles s'éloignant sensiblement du concept de régime présidentiel dont ils sont le modèle de référence. Ainsi, bien avant de jouer un rôle déterminant dans l'histoire après son élection à la présidence en 1913, Woodrow Wilson avait pu comme universitaire dénoncer en 1885 le « gouvernement congressionnel » résultant des abus de pouvoir des chambres. De même, l'obstruction systématique pratiquée par la Cour Suprême tant à l'égard de l'exécutif que du législatif a pu être qualifiée par Édouard Lambert de « gouvernement des juges ».

### Les régimes latino-américains
L'influence exercée par les États-Unis sur l'ensemble du continent s'est traduite dès le début du XIXe siècle par l'adoption de constitutions s'inspirant de leurs institutions dans la plupart des nouveaux états d'Amérique latine issus des guerres d'indépendance contre les colonisateurs ibériques. Même le Brésil, après s'être doté d'un empereur en 1824, s'est aligné sur le mimétisme constitutionnel général dans sa constitution de 1891 établissant la République.
Le fonctionnement de tous ces régimes n'a cependant pas été conforme à celui de leur modèle, puisqu'il s'est caractérisé par une grande instabilité. Au fil des révolutions et des coups d'État, les constitutions, bien que reprenant des principes d'organisation identiques, s'y sont souvent succédé à un rythme tel qu'au Vénézuéla on a pu les qualifier de « petit livre jaune que l'on fait tous les ans et que l'on viole tous les jours ». On a alors, en mêlant au droit constitutionnel des considérations relatives à la théorie des climats, au tempérament national et aux caractères raciaux, attribué la responsabilité de cette perpétuelle effervescence à la conjonction du régime présidentiel et de la nature particulièrement volcanique des peuples latino-américains. En 1894, le journal Le Temps écrivait : « onze présidents sur dix-sept que compte l'Amérique hispano-portugaise, tirent l'origine de leur grandeur de coups d’État ou d'une révolution. Cette constatation prouve assez quelle erreur fondamentale ce fut de prétendre appliquer à la plupart de ces peuples le système présidentiel, c'est-à-dire la constitution représentative des États-Unis, qui ne convient ni à leur race ni à leur tempérament ». Le constitutionnaliste Boris Mirkine-Guetzévitch aboutissait à la même conclusion en 1932 : « Nous considérons le régime présidentiel, ou plutôt la transformation inévitable de ce régime en dictature comme une des causes principales de l'épidémie dictatoriale qui sévit en Amérique latine ».
Aujourd'hui, la vie institutionnelle de la plupart des états latino-américains s'avère beaucoup moins agitée, leurs constitutions reprenant en général les principes d'organisation des États-Unis, notamment le fédéralisme et l'élection présidentielle au suffrage universel, mais en les assortissant parfois de mécanismes inspirés par les régimes européens, la responsabilité politique gouvernementale ou la dissolution des assemblées.

### Les régimes africains
Une première application précoce du régime présidentiel en Afrique a eu lieu dans des conditions particulières au Liberia, État créé de toutes pièces à partir d'une population d'anciens esclaves noirs rapatriés d'Amérique sur leur continent d'origine. La constitution dont il s'est doté en 1847, lors de la proclamation de son indépendance, était en effet entièrement calquée sur celle des États-Unis.
Un siècle plus tard, au fil de la décolonisation, les États nouvellement indépendants, après avoir souvent tenté d'adopter d'abord des institutions analogues à celles de leurs anciens tuteurs européens, se sont eux aussi tournés vers le modèle nord-américain. Comme l'observait, par exemple, Roger-Gérard Schwartzenberg, « au bout de quelques années, les constitutions inspirées du parlementarisme occidental ont été ou bien mises en sommeil par des dictatures, ou bien remplacées par des constitutions de type présidentiel… ».
Malgré la similitude des structures constitutionnelles, le fonctionnement des régimes africains ne pouvait qu'être différent de celui des États-Unis, compte tenu de la différence de leurs contextes socio-politiques et notamment de l'instauration dans la plupart d'entre eux d'un régime de parti unique, comme au Sénégal en 1963 où Léopold Sédar Senghor instaure un régime présidentiel à parti unique jusqu'en 1976. D'une manière générale, cela crée des relations particulières entre les assemblées et le chef de l'État.

### Les régimes européens
Entre les deux guerres, un certain nombre d'états européens, tels l'Allemagne (constitution de 1919, dite de Weimar), la Finlande (constitution de 1919), l'Autriche (constitution de 1920), ou la Pologne (constitution de 1935), ont opté pour l'élection de leur président de la république au suffrage universel.
Les promoteurs de ces réformes les ont généralement présentées comme visant à améliorer le régime parlementaire. Ainsi, en Allemagne, Bruno Ablaß (de), rapporteur du projet de constitution, expliquait que « le parlementarisme véritable consiste en ce que le parlement ne doit pas être omnipotent, qu'il doit subir un contrôle exercé à son tour par une instance démocratique ».
Pourtant, la doctrine française, sensible avant tout au mode de désignation présidentielle, a généralement vu dans cette innovation une évolution vers un régime présidentiel, même mâtiné de mécanismes caractéristiques du système parlementaire. Ainsi, pour Michel-Henri Fabre, « la constitution allemande de 1919 mêlait les genres, elle combinait le gouvernement présidentiel et le gouvernement parlementaire ».
Il en ira de même pour la France après la révision constitutionnelle de 1962 : l'élection du président de la République au suffrage universel introduit, selon Maurice Duverger, « un élément de régime présidentiel dans le système parlementaire antérieur ».

### Les autres régimes
La Constitution syrienne du 10 juillet 1953 a été celle « en vertu de laquelle le régime de gouvernement présidentiel était introduit pour la première fois dans un pays arabe ».
Avec la constitution du 5 septembre 1950, un accord permet l’intégration de la Syrie dans les nations arabes. Cela a été encouragé par le colonel Adib Sǐsǎklī qui crée un comité militaire secret dans le but d’unifier le pays avec des enjeux patriotiques. Un coup d’État, orchestré par l’organisation d’Adib Sǐsǎklī, a alors dissous l’assemblée constituante le 21 novembre 1951. Approuvé par référendum le 10 juillet 1953, cela a engendré le changement du régime parlementaire en régime présidentiel. La Syrie est actuellement, en 2022, encore dirigée par un régime présidentiel sous l’autorité Bachar el-Assad.

## Variantes
En admettant même que le schéma théorique du régime présidentiel corresponde bien au système institutionnel des États-Unis, on considère que son jeu harmonieux est étroitement lié à leur contexte particulier, caractérisé selon Esmein, par « la haute sagesse politique de la race anglo-saxonne », et qu'il ne peut être reproduit à l'identique ailleurs. Aussi, afin d'ajuster au mieux classification des régimes politiques et description de leur mode de fonctionnement, on a souvent recours à des variantes pour qualifier ceux qui tout en s'approchant du modèle présidentiel, s'en écartent malgré tout sur certains plans. La doctrine française s'est révélée prolixe dans ce subtil exercice de création et de dénomination de sous-catégories en marge de la classification binaire classique.

### Déformation au profit du seul président: le présidentialisme
C'est un régime dans lequel l'équilibre des pouvoirs est rompu au profit du seul président. Le modèle en a été longtemps l'Amérique latine, jusqu'à ce que l'Afrique elle aussi s'y convertisse. Pour Dmitri-Georges Lavroff et Gustave Peiser, par exemple, les constituants africains, « voulant assurer la suprématie de l'exécutif, ont radicalement transformé le schéma traditionnel du régime présidentiel, en donnant au chef de l'État les moyens d'agir sur les assemblées. Ainsi, nous sommes en présence de régimes présidentiels au sein desquels la prépondérance de l'exécutif est renforcée. C'est un système original, habituellement qualifié de présidentialisme ».
Afin d'affiner la précision de leur analyse, certains auteurs divisent encore la catégorie en fonction du fonctionnement concret des régimes qu'ils y rangent.
André Hauriou distinguait ainsi présidentialismes « renforcé » et « fermé ». Évoquant l'Amérique latine, Maurice Duverger y identifiait des « présidentialismes démocratiques » et des « présidentialismes autoritaires », en reconnaissant au demeurant que « beaucoup sont dans une situation intermédiaire ». Jean Buchmann, quant à lui, a divisé le présidentialisme africain en « présidentialisme classique », « néo-présidentialisme » et « nouvelle vague présidentialiste ».

### Formules hybrides combinées avec le parlementarisme
Aujourd'hui, nombre de constitutions, telle celle de la France, prévoient à la fois l'élection du président au suffrage universel et la responsabilité politique du gouvernement devant le parlement. Ce type de régime peut être qualifié de plusieurs façons, notamment de régime semi-présidentiel. Bien que Georges Vedel l'ait jugé « pas si présidentiel » Maurice Duverger le considérait au moins comme « semi-présidentiel ». D'autres auteurs, notamment Georges Burdeau, y ont vu un « parlementarisme présidentiel ». D'autres encore, tel Jacques Robert un « présidentialisme parlementaire », voire un régime « ni parlementaire, ni présidentiel ».

## Italie
[Quoi ?]
Si Silvio Berlusconi a presque toujours prôné un présidentialisme à l'italienne, il semble que cette finalité démocratique n'ait commencé à permettre une plus grande confiance dans les citoyens de la République qu'en l'an 2020 ; après la tentative d'un Parlement unitaire de manière presque totalisante, c'est-à-dire avec tous leurs représentants présents pour toutes les fonctions du Gouvernement avec le Président Sergio Mattarella, le Centre-droit et la Gauche pourraient pas plus à affronter de manière équilibrée, manifestant précisément une dissidence pour ce qui s'est avéré être « un exercice politique improbable ». Enfin, avec le Président du Conseil Conte, l'énigme politique s'est dissoute avec le retour à un « faire politique sain ». En 2022, aujourd'hui encore, Giorgia Meloni réaffirme le droit aux élections, justement démocratiques… mais dans une perspective audacieuse, autrement évidemment pas possible : celle des « élections présidentielles italiennes ».